# 사천 백천사 상교정본자비도량참법
사천 백천사 상교정본자비도량참법(泗川 白泉寺 詳校正本慈悲道場懺法)은 대한민국 경상남도 사천시 백천사에 있는 불교의식을 수록한 책이다. 2018년 6월 21일 경상남도의 유형문화재 제633호로 지정되었다.

## 지정 사유
상교정본자비도량참법은 경전을 읽으면서 죄를 참회하는 불교의식을 수록한 책으로 ｢상교정본자비도량참법｣은 ｢자비도량참법｣이 후대로 내려오면서 착오가 생기고, 잘못 전해지자 다시 바르게 교정한 것으로 본 책은 10권 중 권1-2에 해당된다.
이 판본에는 간기가 없지만 본문에 고려 태조의 휘자 결획인 '建'과 선종의 휘자 결획 '運'자 등이 확인되었다. 또한 본문에서 송나라 강전의 관작(官作) 서문과 광균의 교감 석문(釋文) 음의, 판식, 판각특징, 글자체 피휘결획, 장정 등을 종합적으로 고려하면 송판본을 바탕으로 13세기 간행한 것으로 여겨지는 귀중한 자료이다.

## 참고 문헌
- 사천 백천사 상교정본자비도량참법 - 국가유산청 국가유산포털